# Койкиницкое общество
Койкиницкое общество — сельское общество, входившее в состав Петровско-Ямской волости Повенецкого уезда Олонецкой губернии.
Общество объединяло населённые пункты, расположенные возле деревни Койкиницы, деревни Дуброво, на озере Выгозере, на озере Линдозере и на территориях, прилегающих к ним.
В настоящее время территория общества относится к Сегежскому району Карелии.
Согласно «Списку населённых мест Олонецкой губернии по сведениям за 1905 год» общество состояло из следующих населённых пунктов:
| Номер по порядку | Название населённого пункта | Название реки или озера, на котором расположено поселение | Расстояние до уездного города в верстах |
| 4200             | 1. Койкиницы                | Оз. Выгозере                                              | 114                                     |
| 4201             | 2. Реваш-наволок            | Оз. Выгозере                                              | 115                                     |
| 4202             | 3. Дуброва                  | Оз. Выгозере                                              | 140                                     |
| 4203             | 4. Ловище                   | Оз. Выгозере                                              | 120                                     |
| 4203             | 5. Корельский Остров        | Оз. Выгозере                                              | 110                                     |
| 4204             | 6. Тиконицы                 | Оз. Выгозере                                              | 90                                      |
| 4205             | 7. Химо-песок               | Оз. Выгозере                                              | 70                                      |
| 4206             | 8. Линдозеро                | Оз. Линдозере                                             | 140                                     |